# Tomoya Kanamori
Tomoya Kanamori (金守 智哉 Kanamori Tomoya?, nacido el 2 de abril de 1982 en Ise) es un exfutbolista japonés. Jugaba de defensa y su último club fue el Ehime FC de Japón.

## Trayectoria

### Clubes
| Club                 | País  | Año         |
| -------------------- | ----- | ----------- |
| Oita Trinita         | Japón | 2001 - 2004 |
| Okinawa Kariyushi FC | Japón | 2003        |
| Ehime FC             | Japón | 2004 - 2011 |

## Estadística de carrera

### J. League
| Club         | Año   | J. League | J. League | Copa J. League | Copa J. League | Total | Total |
| Club         | Año   | Part.     | Goles     | Part.          | Goles          | Part. | Goles |
| ------------ | ----- | --------- | --------- | -------------- | -------------- | ----- | ----- |
| Oita Trinita | 2001  | 0         | 0         | 0              | 0              | 0     | 0     |
| Oita Trinita | 2002  | 0         | 0         | -              | -              | 0     | 0     |
| Oita Trinita | 2003  | 0         | 0         | 1              | 0              | 1     | 0     |
| Oita Trinita | 2004  | 0         | 0         | 2              | 0              | 2     | 0     |
| Ehime FC     | 2006  | 46        | 0         | -              | -              | 46    | 0     |
| Ehime FC     | 2007  | 33        | 0         | -              | -              | 33    | 0     |
| Ehime FC     | 2008  | 35        | 2         | -              | -              | 35    | 2     |
| Ehime FC     | 2009  | 36        | 0         | -              | -              | 36    | 0     |
| Ehime FC     | 2010  | 10        | 0         | -              | -              | 10    | 0     |
| Ehime FC     | 2011  | 0         | 0         | -              | -              | 0     | 0     |
| Total        | Total | 160       | 2         | 3              | 0              | 163   | 2     |

## Palmarés

### Títulos nacionales
| Título    | Club         | País  | Año  |
| --------- | ------------ | ----- | ---- |
| J2 League | Oita Trinita | Japón | 2002 |